# Богданівська сільська рада (Волочиський район)
Богда́нівська сільська́ ра́да — адміністративно-територіальна одиниця та орган місцевого самоврядування в Волочиському районі Хмельницької області. Адміністративний центр — село Богданівка.

## Загальні відомості
- Територія ради: 19,88 км²
- Населення ради: 624 особи (станом на 2001 рік)
- Територією ради протікає річка Случ

## Населені пункти
Сільській раді були підпорядковані населені пункти:
- с. Богданівка
- с. Червоний Острів

## Склад ради
Рада складалася з 12 депутатів та голови.
- Голова ради: Рудюк Микола Володимирович
- Секретар ради: Кравець Неля Феодосіївна

### Керівний склад попередніх скликань
| Прізвище, ім'я, по батькові | Основні відомості                                                                       | Дата обрання | Дата звільнення |
| --------------------------- | --------------------------------------------------------------------------------------- | ------------ | --------------- |
| Рудюк Микола Володимирович  | Сільський голова, 1965 року народження, освіта середня спеціальна, член Народної партії | 26.03.2006   | 31.10.2010      |
| Рудюк Микола Володимирович  | Сільський голова, 1965 року народження, освіта середня спеціальна, член Партії регіонів | 31.10.2010   |                 |

Примітка: таблиця складена за даними сайту Верховної Ради України

### Депутати
За результатами місцевих виборів 2010 року депутатами ради стали:

#### За суб'єктами висування
| Суб'єкт висування | Кількість обраних депутатів | %   |
| ----------------- | --------------------------- | --- |
| Самовисування     | 12                          | 100 |

#### За округами
| № округу | Прізвище, ім'я, по батькові   | Дата визнання обраним | Освіта             | Партійна приналежність | Відомості про обраного депутата                        |
| -------- | ----------------------------- | --------------------- | ------------------ | ---------------------- | ------------------------------------------------------ |
| 1        | Петрук Неля Миколаївна        | 03.11.2010            | середня спеціальна | позапартійна           | Богданівська сільська рада, головний бухгалтер         |
| 2        | Діхтярук Надія Дмитрівна      | 03.11.2010            | середня спеціальна | позапартійна           | Богданівська загальноосвітня школа І-ІІІ ст., кухар    |
| 3        | Кравець Людмила Іванівна      | 03.11.2010            | середня спеціальна | член Партії регіонів   | магазин с. Богданівка, продавець                       |
| 4        | Петрук Петро Сергійович       | 03.11.2010            | середня            | позапартійний          | тимчасово не працює                                    |
| 5        | Макогон Андрій Васильович     | 03.11.2010            | середня            | позапартійний          | ТОВ «СТІОМІ-Холдінг», комірник                         |
| 6        | Барладіна Мар'яна Сергіївна   | 03.11.2010            | середня            | член Партії регіонів   | тимчасово не працює                                    |
| 7        | Панасюк Ірина Михайлівна      | 03.11.2010            | середня спеціальна | позапартійна           | Богданівський фельдшерсько-акушерський пункт, фельдшер |
| 8        | Кравець Неля Феодосіївна      | 03.11.2010            | середня            | позапартійна           | Богданівська сільська рада, секретар                   |
| 9        | Кравець Надія Борисівна       | 03.11.2010            | вища               | член Партії регіонів   | Богданівська загальноосвітня школа І-ІІІ ст., вчитель  |
| 10       | Макогон Михайло Іванович      | 03.11.2010            | середня            | позапартійний          | тимчасово не працює                                    |
| 11       | Дубінін Володимир Никифорович | 03.11.2010            | середня            | позапартійний          | тимчасово не працює                                    |
| 12       | Тарадай Віталій Іванович      | 03.11.2010            | середня            | позапартійний          | тимчасово не працює                                    |